# Michelle Beaudoin
Pour les articles homonymes, voir Beaudoin.
Michelle Beaudoin est une actrice canadienne, née le 25 août 1975 à Edmonton (Canada).

## Filmographie
- 1993 : De parents inconnus (Family of Strangers) (TV) : Young Sue
- 1995 : Live Bait : Celia Watson
- 1995 : Duo mortel (Bad Company) : Wanda
- 1995 : Au-delà du réel :L'aventure continue (1-6 Jessie Wells)
- 1995 : She Stood Alone: The Tailhook Scandal (TV) : Tawney
- 1995 : Danielle Steel: Naissances (Mixed Blessings) (TV) : Jane
- 1996 : Sabrina, l'apprentie sorcière (Sabrina the Teenage Witch) (Téléfilm) : Marnie Littlefield
- 1996 : Sabrina, l'apprentie sorcière (Sabrina the Teenage Witch) (TV) : Jenny Kelly
- 1998 : Escape Velocity : Ronnie (Veronica)
- 1999 : Sweetwater (TV) : Rita Spiridakis
- 2000 : Sunset Strip (en) d'Adam Collis (en) : Girl with Frizzy Red Hair
- 2000 : Waydowntown : Anise
- 2001:Au-delà du réel - l'aventure continue (TV Series) - A New Life ( Beth)
- 2004 : Ginger Snaps : Résurrection (Ginger Snaps: Unleashed) : Winnie
- 2005 : Cold Squad, brigade spéciale (Cold Squad) (série TV) : Lindsay Moss